# Royal Rumble (2012)
Royal Rumble (2012) a fost cea de-a douăzecișicincea ediție a pay-per-view-ului anual Royal Rumble organizat de WWE. Evenimentul s-a desfășurat pe data de 29 ianuarie 2012 în arena Scottrade Center din St. Louis, Missouri.
Melodia originală a evenimentului a fost "Dark Horses, interpretată de trupa Switchfoot.

## Rezultate
| No.                                                 | Rezultate                                                                                                  | Stipulație                                                 | Timp  |
| --------------------------------------------------- | --- | ---------------------------------------------------------- | ----- |
| 1                                                   | Yoshi Tatsu l-a învins pe Heath Slater                                                                     | Meci simplu                                                | 4:00  |
| 2                                                   | Daniel Bryan (c) i-a învins pe Big Show și Mark Henry                                                      | Steel Cage match pentru WWE World Heavyweight Championship | 09:08 |
| 3                                                   | Gemenele Bella, Beth Phoenix și Natalya le-a învins pe Alicia Fox, Eve Torres, Kelly Kelly și Tamina Snuka | Eight-Diva tag team match                                  | 05:29 |
| 4                                                   | Kane vs. John Cena a terminat în dublu count out                                                           | Meci simplu                                                | 10:56 |
| 5                                                   | Brodus Clay (însoțit de Cameron și Naomi) l-a învins pe Drew McIntyre                                      | Meci simplu                                                | 01:05 |
| 6                                                   | CM Punk (c) l-a învins pe Dolph Ziggler                                                                    | Meci simplu pentru WWE Championship                        | 14:30 |
| 7                                                   | Sheamus a câștigat eliminându-l pe Chris Jericho                                                           | 2012 - Meci Royal Rumble de 30 de oameni                   | 54:55 |
| (c) – înseamnă campionii care-și pun titlul în meci | |                                                            |       |

## Royal Rumble: intrări în meci și eliminări
| Nr. | Concurent         | Ordinea eliminări | Eliminat prin                  | Timp  | Eliminări |
| --- | ----------------- | ----------------- | ------------------------------ | ----- | --------- |
| 1   | The Miz           | 25                | Big Show                       | 45:39 | 2         |
| 2   | Alex Riley        | 1                 | The Miz                        | 01:15 | 0         |
| 3   | R-Truth           | 2                 | The Miz                        | 04:57 | 0         |
| 4   | Cody Rhodes       | 24                | Big Show                       | 41:55 | 5         |
| 5   | Justin Gabriel    | 4                 | Mick Foley & Ricardo Rodriguez | 07:42 | 0         |
| 6   | Primo             | 3                 | Mick Foley                     | 01:57 | 0         |
| 7   | Mick Foley        | 8                 | Cody Rhodes                    | 06:34 | 3         |
| 8   | Ricardo Rodriguez | 5                 | Santino Marella                | 02:19 | 1         |
| 9   | Santino Marella   | 7                 | Cody Rhodes                    | 02:31 | 1         |
| 10  | Epico             | 6                 | Mick Foley                     | 00:11 | 0         |
| 11  | Kofi Kingston     | 18                | Sheamus                        | 17:55 | 0         |
| 12  | Jerry Lawler      | 9                 | Cody Rhodes                    | 00:43 | 1         |
| 13  | Ezekiel Jackson   | 11                | The Great Khali                | 03:46 | 0         |
| 14  | Jinder Mahal      | 10                | The Great Khali                | 01:17 | 0         |
| 15  | The Great Khali   | 14                | Cody Rhodes                    | 07:29 | 2         |
| 16  | Hunico            | 16                | Kharma                         | 09:00 | 0         |
| 17  | Booker T          | 13                | Dolph Ziggler                  | 04:40 | 1         |
| 18  | Dolph Ziggler     | 26                | Big Show                       | 19:46 | 2         |
| 19  | Jim Duggan        | 12                | Cody Rhodes                    | 00:57 | 0         |
| 20  | Michael Cole      | 15                | Booker T & Jerry Lawler        | 01:23 | 0         |
| 21  | Kharma            | 17                | Dolph Ziggler                  | 01:00 | 1         |
| 22  | Sheamus           | —                 | Câștigător                     | 22:21 | 3         |
| 23  | Road Dogg         | 19                | Wade Barrett                   | 04:55 | 0         |
| 24  | Jey Uso           | 20                | Randy Orton                    | 07:05 | 0         |
| 25  | Jack Swagger      | 23                | Big Show & Sheamus             | 07:59 | 0         |
| 26  | Wade Barrett      | 21                | Randy Orton                    | 03:55 | 1         |
| 27  | David Otunga      | 22                | Chris Jericho                  | 03:15 | 0         |
| 28  | Randy Orton       | 28                | Chris Jericho                  | 05:46 | 3         |
| 29  | Chris Jericho     | 29                | Sheamus                        | 11:34 | 2         |
| 30  | Big Show          | 27                | Randy Orton                    | 01:51 | 4         |